# Sociedade Nacional de Crianças Surdas
A Sociedade Nacional de Crianças Surdas (The National Deaf Children's Society, NDCS) é a única instituição de caridade britânica exclusivamente dedicada à prestação de apoio, informação e aconselhamento para crianças e jovens surdos, suas famílias e profissionais que com eles trabalham.
NDCS foi fundado como Society of St. John of Beverley, tendo sido renomeado, em 1945, mas adoptou o seu nome actual na década de 1950.
O NDCS faz campanhas para melhorar os serviços que visem famílias com crianças surdas, trabalhando com governos locais e centrais, autoridades sanitárias, profissionais da educação, serviços sociais, fabricantes e outras organizações voluntárias.
O sede está em Londres, com escritórios em Birmingham, Belfast (Irlanda do Norte), de Cardiff (Gales NDCS NDCS) e Glasgow (Escócia).
Recentemente ganhou um prémio, para o desenvolvimento do primeiro CD-ROM interactivo, chamado o "Guia de Pai para Pai", que visa ajudar os pais das crianças surdas a enfrentar os desafios da vida quotidiana.